# Sven-Erik Bäck
Pour les articles homonymes, voir Bäck.
Sven-Erik Bäck (16 septembre 1919 Stockholm - 10 janvier 1994 Stockholm) est un compositeur de musique classique suédois.

## Biographie
Bäck a fait ses études de 1939 à 1943 à l'Académie Royale de Musique et de 1940 à 1945, a étudié la composition avec Hilding Rosenberg. En 1951, il est allé à Rome se perfectionner auprès de Goffredo Petrassi.
Dès 1953, il a dirigé l'orchestre de chambre de la Radio Suédoise. Il a aussi été membre de quatuors à cordes - le Kyndel Quartet de 1940 à 1944 et le Barkel Quartet de 1944 à 1953.
Bäck a composé trois opéras, cinq ballets, plusieurs concertos, un bon nombre d'œuvres pour la musique de chambre dont quatre quatuors à cordes, un oratorio, des cantates, de la musique chorale, des lieder, de la musique de scène ainsi que de la musique de film.
Il est mort à Stockholm en 1994.

## Opéras et musique de scène
- Tranfjädrarna (Les plumes de grue), Opéra de Chambre, (1956)
- Gästabudet (Le Banquet), Opéra de Chambre, (1956)
- Fågeln (L'Oiseau), Opéra de Chambre, (1960)
- Genom jorden, genom havet, ballet, (1973)

## Musique de chambre

### Œuvres de musique de chambre autres que pour piano seul
- Quatuors à cordes (nos. 1 (1945), 2 (1947), 3 (1962), 4 (1984))
- Quintette à cordes Exercitier (1948)
- Sonate pour flûte seule, (1949)
- Sonate pour deux violoncelles, (1957)
- Decet pour quintette à vent et quatuor à cordes (1973)
- Octuor à cordes (1988)

### Œuvres pour piano
- Sonate pour piano (1942)
- Expansive preludes : pour piano (1949)
- Sonate alla ricercare (1950)
- Sonate en deux mouvements et un épilogue (1984)

## Orchestre

### Concertos
- Concerto pour violon (1957/1960)
- Concerto pour violoncelle (1966)
- Ciclos, concerto pour piano (1977)

### Sans solistes
- Tre Kinesiska Sånger (1946)
- Symphonie pour cordes (1951)
- Sinfonia da camera (1955)
- Intrada (1964)
- Movimenti II (1966)
- O Altitudo  (1966)
- Klanger från Sjöängsbotten, pour 3 clarinettes, 2 trombones, piano, 3 guitares, percussions et cordes (1969)
- Symphonie pour cordes no. 2 (1986)

## Source de la traduction
- (en) Cet article est partiellement ou en totalité issu de l’article de Wikipédia en anglais intitulé « Sven-Erik Bäck » (voir la liste des auteurs).